# Opisthocentra
Opisthocentra là chi thực vật có hoa trong họ Mua.